# Zalea johnsi
Zalea johnsi är en tvåvingeart som beskrevs av Mcalpine 2007. Zalea johnsi ingår i släktet Zalea och familjen Canacidae. Inga underarter finns listade i Catalogue of Life.